# Polizeipräsidium Westpfalz
Das Polizeipräsidium Westpfalz mit Sitz in Kaiserslautern ist das für die kreisfreien Städte Kaiserslautern, Pirmasens und Zweibrücken, für die Landkreise Kaiserslautern, Kusel und Südwestpfalz sowie für die Verbandsgemeinden Winnweiler, Nordpfälzer Land (beide Donnersbergkreis) und die ehemalige Verbandsgemeinde Meisenheim (Landkreis Bad Kreuznach) zuständige Polizeipräsidium der Landespolizei Rheinland-Pfalz. In diesem Zuständigkeitsbereich leben rund 600.000 Menschen.

## Geschichte
Das Polizeipräsidium Westpfalz existiert in seiner heutigen Form seit der rheinland-pfälzischen Polizeireform im Jahr 1993. Schon lange vorher war Kaiserslautern Sitz hochrangiger Polizeibehörden in wechselnden Organisationsformen.
Leiter des Polizeipräsidiums Westpfalz ist seit November 2023 Hans Kästner.

## Dienstsitz
Der Sitz des Polizeipräsidiums Westpfalz befindet sich im Gebäude des ehemaligen Kgl. Bayerischen Bezirkskommandos in der Logenstraße 5 in Kaiserslautern, in unmittelbarer Nähe des Hauptbahnhofs. Errichtet wurde der Bau 1893 von Ludwig von Stempel im Stile des Neobarock. Heute steht er auf der Denkmalliste der Stadt Kaiserslautern.

## Behördenaufbau
Das Polizeipräsidium hat circa 1.200 Mitarbeiter, davon etwa 1000 Polizeibeamte.
Das Polizeipräsidium Westpfalz gliedert sich unterhalb des Behördenleiters in die beiden Abteilungen Polizeieinsatz und Polizeiverwaltung.
Die Abteilung Polizeieinsatz gliedert sich in den Führungsstab sowie eine Kriminal- und zwei Polizeidirektionen.
Leiter der Abteilung Polizeieinsatz und Polizeivizepräsident ist Christof Gastauer.
Die Abteilung Polizeiverwaltung gliedert sich in fünf Referate.
Leiter der Abteilung Polizeiverwaltung ist Leitender Regierungsdirektor Dr. Holger Reinstein.

## Organisation der Abteilung Polizeieinsatz
Der Zuständigkeitsbereich des Polizeipräsidiums ist in zwei Polizeidirektionen (Kaiserslautern und Pirmasens) sowie eine Kriminaldirektion (Kaiserslautern) unterteilt.

### Polizeidirektion KaiserslauternLeitung: Polizeidirektor Ralf Klein.
(Quelle: )
Polizeiinspektion Kaiserslautern I (Gaustraße)
Polizeiinspektion Kaiserslautern II (Logenstraße)
Haus des Jugendrechts Kaiserslautern (Gemeinsames Sachgebiet Jugendkriminalität)
Polizeiinspektion Landstuhl
Polizeiinspektion Kusel
Polizeiwache Schönenberg-Kübelberg Polizeiinspektion Lauterecken
Polizeiinspektion Rockenhausen
Polizeiautobahnstation Kaiserslautern
Ebenfalls der Polizeidirektion Kaiserslautern angegliedert ist das Sachgebiet Fußball mit den sog. „Szenekundigen Beamten“.

### Polizeidirektion PirmasensLeitung: Polizeidirektor Stefan Bauer
Kriminalinspektion Pirmasens
Polizeiinspektion Pirmasens
Polizeiinspektion Dahn
Polizeiinspektion Waldfischbach-Burgalben
Polizeiinspektion Zweibrücken

### Kriminaldirektion KaiserslauternLeitung: Kriminaldirektor Stefan Becht.

#### Kriminalinspektion Kaiserslautern 1
Kommissariat 11 - Todesermittlungen, Branddelikte, Waffendelikte, Umweltkriminalität
Kommissariat 12 - Sexualdelikte, Gewalt gegen Frauen und Kinder
Kommissariat 13 - Vermögensdelikte
Kommissariat 14 - Eigentumsdelikte
Kommissariat 15 - Wirtschaftskriminalität
Kommissariat 16 - Zentrale Anzeigenbearbeitung
Kommissariat 17 - Regionalkommissariat Landstuhl

#### Kriminalinspektion Kaiserslautern 2
Kommissariat 21 - Politisch motivierte Kriminalität/Terrorismus
Kommissariat 22 - Organisierte Kriminalität
Kommissariat 23 - Bandenkriminalität
Kommissariat 24 - Mehrfach- und Intensivtäter / Rauschgiftkriminalität
Kommissariat 25 - Cybercrime

#### Kriminalinspektion Kaiserslautern 3
Kommissariat 31 - Kriminaldauerdienst
Kommissariat 32 - Kriminaltechnik
Kommissariat 33 - IT-Forensik
Kommissariat 34 - Fahndung
Kommissariat 35 - Datenmanagement/Finanzermittlungen
Kommissariat 36 - Verdeckte Ermittlungen

## Kriminalstatistik
Im Jahr 2023 wurden 32.411 Straftaten erfasst, dies sind 1.350 Fälle mehr als im Vorjahr. Im Bereich des Polizeipräsidiums Westpfalz lag die Aufklärungsquote bei 70 Prozent.

## Benachbarte Kräfte
Der Zuständigkeitsbereich des Polizeipräsidiums Westpfalz grenzt im Osten an die des Polizeipräsidiums Rheinpfalz, im Norden an die des Polizeipräsidiums Mainz (beide Rheinland-Pfalz), im Westen an die des Landespolizeipräsidiums Saarland sowie im Süden an das Zuständigkeitsgebiet der französischen Polizei.
In Kaiserslautern befindet sich darüber hinaus eine Inspektion der Bundespolizei. Des Weiteren werden in der Kaiserslautern Military Community der US-Streitkräfte eigene Polizeikräfte (MP = Military Police/Army bzw. SP = Security Police/Air Force) eingesetzt.

## Besondere Einsätze
In Kaiserslautern fand von 1975 bis 1977 der sog. „kleine“ Baader-Meinhof-Prozess statt.
2009/2010 fand vor dem Landgericht Kaiserslautern ein Rockerprozess statt, der mit starken Polizeikräften begleitet wurde.
Kaiserslautern war, neben anderen Spielstätten, Austragungsort der Fußball-Weltmeisterschaft 2006 der Männer. Im Fritz-Walter-Stadion fanden fünf WM-Spiele statt, zudem gab es in Kaiserslautern eine große Fanmeile. An den jeweiligen Spieltagen waren bis zu 2.500 Einsatzkräfte der Polizei in und um Kaiserslautern im Einsatz.
Regelmäßige Großeinsätze stellen auch die Ligaspiele des 1. FC Kaiserslautern im Fritz-Walter-Stadion dar.

## Trivia
Ein literarisches Denkmal wurde dem Polizeipräsidium Westpfalz durch den Autor Bernd Franzinger gesetzt. Dessen Krimis der „Tannenberg“-Reihe spielen in der Zentralen Kriminalinspektion des Präsidiums. Der fiktive Held der Reihe, Hauptkommissar Wolfram Tannenberg, ist Leiter des K11.